# Acostatrichia fimbriata
Acostatrichia fimbriata är en nattsländeart som beskrevs av Oliver S. Flint Jr. 1974. Acostatrichia fimbriata ingår i släktet Acostatrichia och familjen smånattsländor. Inga underarter finns listade i Catalogue of Life.